# Edward Eugene Harper
Edward Eugene Harper (1 de março de 1946) é um criminoso e ex-fugitivo procurado por crimes sexuais praticados contra crianças. Harper estava na lista dos dez fugitivos mais procurados pelo FBI em 29 de novembro de 2008. Após 15 anos de procura, ele foi capturado em Wyoming pelo FBI no dia 23 de julho de 2009.